# The Post
The Post è un film del 2017 diretto da Steven Spielberg con protagonisti Meryl Streep e Tom Hanks.
La pellicola narra la vicenda della pubblicazione dei Pentagon Papers, documenti top secret del dipartimento della difesa degli Stati Uniti d'America, prima sul New York Times e poi sul Washington Post nel 1971.

## Trama
Vietnam, 1966: i soldati americani si trovano in una situazione estremamente precaria e risultano svantaggiati sul campo di battaglia. Questa fase di stasi è documentata dall'analista militare Daniel Ellsberg per conto del segretario della Difesa Robert McNamara. Sul volo di ritorno verso gli Stati Uniti, Ellsberg rivela a McNamara e al presidente Lyndon B. Johnson che, a suo parere, la situazione bellica in Vietnam è rimasta sostanzialmente invariata dall'inizio della guerra. Intervistato da numerosi giornalisti, McNamara tuttavia mente, dicendo che sono stati compiuti numerosi progressi e di essere estremamente fiducioso riguardo all'esito della guerra. In seguito Ellsberg, lavorando alla RAND Corporation e avendo accesso a svariato materiale riservato, decide di fotocopiare tutti i documenti top secret legati alla guerra del Vietnam, a partire dalla presidenza Truman, e di consegnarli al New York Times affinché li possano pubblicare.
Nel 1971 Katharine Graham, divenuta proprietaria del Post dopo la morte di suo padre e il suicidio del marito nel 1963, cerca di equilibrare al meglio la vita sociale con gli impegni lavorativi e con le difficoltà finanziarie che la costringono a quotare l'azienda in Borsa. Oltre a ciò, le sue decisioni non sono talvolta tenute in considerazione dal membro del consiglio Arthur Parsons e dal direttore Ben Bradlee. In particolare quest'ultimo, insospettito da alcune voci, cerca di scoprire cosa abbia intenzione di pubblicare il New York Times; nel frattempo McNamara, amico di lunga data di Graham, le rivela che sarebbe stato pubblicato un articolo poco lusinghiero nei propri confronti sullo stesso giornale. Il 13 giugno 1971, quattro mesi dopo aver ricevuto i documenti, il New York Times ne inizia la pubblicazione: tutto ciò scatena nel paese un'ondata di proteste e un gigantesco scandalo, legato appunto ai Pentagon Papers. Il giornale, su input dell'amministrazione Nixon, riceve però l'ingiunzione da un giudice federale di sospendere per un tempo limitato la pubblicazione, pena l'oltraggio alla corte.
Ben Bagdikian, redattore al Post, capisce che Ellsberg è stato la fonte dello scandalo e lo rintraccia, al fine di ottenere lo stesso materiale dato precedentemente al New York Times; l'incontro ha successo e il giorno seguente un gruppo di giornalisti del Post si trova a casa di Bradlee per consultare e ordinare i numerosissimi documenti ottenuti. Essi hanno tuttavia solo otto ore affinché il quotidiano possa andare in stampa. I legali del giornale sconsigliano fortemente a Graham di pubblicare i documenti: se infatti fossero stati gli stessi ricevuti dal New York Times o comunque dalla loro stessa fonte, l'azione sarebbe stata classificata come oltraggio alla corte e ci sarebbero stati risvolti penali. D'altro canto, se l'operazione avesse avuto successo, il Post avrebbe estremamente aumentato la sua popolarità e sarebbe entrato nel novero dei grandi giornali americani. La notte del 17 giugno Graham, seppur inizialmente incerta, decide comunque di rischiare e di pubblicare i documenti.
Il giorno seguente un rappresentante della Casa Bianca telefona al Post, chiedendo di sospendere la pubblicazione e di consegnare tutti i documenti legati al Vietnam in loro possesso. Poiché Bradlee rifiuta, l'uomo lo informa che lo citerà in giudizio. I membri del Post sono così convocati in tribunale insieme a quelli del New York Times, tuttavia la corte ingiunge solo a questi ultimi di sospendere le pubblicazioni, mentre non rilascia alcuna sanzione per il Post. Pochi giorni dopo viene emessa la sentenza della Corte suprema, la quale, con un verdetto di 6 a 3, assolve il New York Times e il Post, motivando la decisione con il fatto che la stampa non è destinata a servire coloro che governano, bensì quelli che sono governati. Nel frattempo numerosi altri giornali, seguendo l'esempio del New York Times e del Post, avevano iniziato anch'essi - come segno di solidarietà - la pubblicazione dei Pentagon Papers. Il presidente Richard Nixon, furibondo, ordina che ogni giornalista del Post venga bandito dalla Casa Bianca e da ogni evento a essa collegato.
Nella scena finale, ambientata un anno dopo, una guardia di sorveglianza scopre del nastro adesivo sulla porta di uno degli uffici della sede del comitato nazionale democratico, posta negli uffici Watergate: ciò è l'inizio dell'omonimo scandalo, che in seguito avrebbe costretto lo stesso Nixon all'impeachment e alle conseguenti dimissioni.

## Produzione
Nell'ottobre 2016 la produttrice Amy Pascal si aggiudica, in un'asta, i diritti della sceneggiatura The Post, scritta da Liz Hannah. Nel marzo 2017 Steven Spielberg entra in trattative per dirigere e produrre il film, mentre Meryl Streep e Tom Hanks negoziano per i ruoli dei protagonisti. Il 6 giugno 2017 viene annunciato l'intero cast e il cambio del titolo in The Papers.
La produzione, il cui budget è stato di 50 milioni di dollari, inizia il 30 maggio 2017 a New York. Il 25 agosto 2017 il titolo torna a essere The Post.

## Colonna sonora
Il film segna la ventottesima collaborazione tra Spielberg e il compositore John Williams.

## Promozione
Il primo trailer del film è stato diffuso il 7 novembre 2017.

## Distribuzione
La pellicola è stata distribuita in distribuzione limitata negli Stati Uniti a partire dal 22 dicembre 2017, e in tutto il paese dal 12 gennaio 2018, mentre in Italia dal 1º febbraio 2018.

## Accoglienza

### Incassi
Il film ha incassato complessivamente 193764664 $.

### Critica
Dopo le prime proiezioni stampa statunitensi, il film ha ricevuto ottimi commenti dai giornalisti del settore, in special modo per l'interpretazione di Meryl Streep.
Il Time lo posiziona al primo posto dei migliori film del 2017, mentre Cahiers du cinéma lo posiziona al sesto posto tra i migliori film del 2018.
Sull'aggregatore Rotten Tomatoes il film riceve l'88% delle recensioni professionali positive con un voto medio di 7,9 su 10 basato su 408 critiche, mentre su Metacritic ottiene un punteggio di 83 su 100 basato su 51 critiche.

## Riconoscimenti
- 2018 - Premio Oscar[18]
  - Candidatura per il miglior film
  - Candidatura per la miglior attrice a Meryl Streep
- 2018 - Golden Globe[19]
  - Candidatura per il miglior film drammatico
  - Candidatura per il miglior regista a Steven Spielberg
  - Candidatura per la migliore attrice in un film drammatico a Meryl Streep
  - Candidatura per il miglior attore in un film drammatico a Tom Hanks
  - Candidatura per la migliore sceneggiatura a Liz Hannah e Josh Singer
  - Candidatura per la migliore colonna sonora originale a John Williams
- 2017 - National Board of Review Awards[20]
  - Miglior film
  - Miglior attore a Tom Hanks
  - Miglior attrice a Meryl Streep
- 2017 - Women's Image Network Awards[21]
  - Candidatura per il miglior film
  - Candidatura per la migliore attrice a Meryl Streep
- 2017 - American Film Institute[22]
  - Migliori dieci film dell'anno
- 2017 - Washington D.C. Area Film Critics Association[23]
  - Premio Joe Barber per la miglior rappresentazione di Washington
- 2017 - Detroit Film Critics Society[23]
  - Miglior cast
- 2017 - San Diego Film Critics Society Awards[24][25]
  - Body of Work a Michael Stuhlbarg
  - Candidatura per il miglior montaggio a Sarah Broshar e Michael Kahn
  - Candidatura per il miglior cast
- 2018 - Critics' Choice Awards[26]
  - Candidatura per il miglior film
  - Candidatura per il miglior attore a Tom Hanks
  - Candidatura per la miglior attrice a Meryl Streep
  - Candidatura per il miglior cast corale
  - Candidatura per il miglior regista a Steven Spielberg
  - Candidatura per la miglior sceneggiatura originale a Liz Hannah e Josh Singer
  - Candidatura per il miglior montaggio
  - Candidatura per la miglior colonna sonora a John Williams
- 2018 - ACE Eddie Awards[27]
  - Candidatura per il miglior montaggio in un film drammatico a Michael Kahn e Sarah Broshar
- 2018 - Art Directors Guild Awards[28]
  - Candidatura per la miglior scenografia in un film storico a Rick Carter
- 2018 - Producers Guild of America Awards[29]
  - Candidatura per il Darryl F. Zanuck Award al miglior film
- 2018 - Saturn Award[30]
  - Candidatura per il miglior film thriller